# 莫里亞 (伊利諾伊州)
莫里亞（英語：Moriah）是位於美國伊利諾伊州克拉克縣的一個非建制地區。該地的面積和人口皆未知。

## 地理
莫里亞的座標為39°13′02″N 87°56′22″W / 39.21722°N 87.93944°W，而該地的平均海拔高度為182米（即597英尺）。